# Remetemező
Remetemező (románul Pomi) falu Romániában, Szatmár megyében.

## Fekvése
A Szamos bal partján, Szinérváraljától délre, a Bükk hegység nyúlványai alatt fekvő település.

## Története
Remetemező nevét 1424-ben említik először Remetemezew, majd 1461-ben Remethemeze alakbaban.
A 15. században a település Remete Szent Pál szerzeteseié volt, s a veresmarti klastromhoz tartozott, utána pedig a bélteki uradalomba került, s 1555-ig a Drágfyakévolt.
1696-ig pedig az erdőszádai uradalommal a szatmári vár tartozéka lett.
A 17. század végén földesurai a Tholdy, Miske, Cserényi, Horváth, és Peley családok voltak.
A 18. század végén Ujfalussy József örökölte neje Tholdy Julianna révén. Ettől Miklós nevű fia, majd tőle György nevű testvérének unokája, Ujfalussy Miklós.

## Nevezetességek
- Görögkatolikus templom – 1869-ben épült.